# Bonsecours (Québec)
Pour les articles homonymes, voir Bonsecours.
Bonsecours est une municipalité du Québec située dans la MRC du Val-Saint-François en Estrie.

## Toponymie
La ville est nommée en l'honneur de Notre-Dame-de-Bonsecours, nom donné à la Sainte Vierge.

## Description
On y retrouve la seule mine à ciel ouvert de quartz en exploitation au Canada. D'abord exploitée par Joseph-Armand Bombardier à des fins industrielles de 1959 à 1963 sous le nom de Mine de quartz et de cristal Adam, elle fut rouverte en 1989 comme entreprise touristique et culturelle. Le propriétaire Gaudry Normand décide de fermer l'accès public du site en 2019, après trente ans d'ouverture et environ 350 000 visiteurs, pour se concentrer sur la fabrication du Quartzophone, une harpe faite en cristal, et la cueillette de cristaux à la main.
L'église Notre-Dame-de-Bonsecours est construite en 1966 d'après les plans de l'architecte Paul Trépanier. Elle est faite de pierres grises et son toit est en bardeau. Le 23 février 2020, une dernière messe est célébrée avant sa fermeture définitive. Afin de contrer les menaces de démolition, elle est achetée pour la somme symbolique de 1$ par le citoyen Fernand Plante en décembre 2021. Dès la fin de l'année 2022, les résidents de Bonsecours ont de nouveau accès à l'ancien lieu de culte, où l'on retrouve différentes activités comme de la danse country. L'organisme Communauté en mouvement, mis de l'avant par Fernand Plante et responsable de l'église, prévoit effectuer des rénovations prochainement, étant donné la condition actuelle du bâtiment. 

## Géographie
À partir de son crénon, dans l'est, la rivière Rouge traverse la municipalité vers le sud-ouest puis vers le nord-ouest.

## Démographie
| 1991 | 1996 | 2001 | 2006 | 2011 | 2016 | 2021 |
| ---- | ---- | ---- | ---- | ---- | ---- | ---- |
| 491  | 503  | 537  | 547  | 577  | 608  | 650  |

## Administration
Les élections municipales se font en bloc pour le maire et les six conseillers.
| Bonsecours Maires depuis 2003                                                                                        |                  |         |          |
| Élection | Maire            | Qualité | Résultat |
| 2003 | Cécile Laliberté |         | Voir     |
| 2005 | Cécile Laliberté | Voir    |          |
| 2009 | Cécile Laliberté | Voir    |          |
| 2013 | Cécile Laliberté | Voir    |          |
| 2017 | Jacques David    |         | Voir     |
| 2021 | Jacques David    | Voir    |          |
| Élection partielle en italique Depuis 2005, les élections sont simultanées dans toutes les municipalités québécoises |                  |         |          |